# Chad Coleman
Chad Coleman (1966) és un actor estatunidenc. És conegut per interpretar Dennis "Cutty" Wise a la sèrie de HBO The Wire (2004–08), Tyreese a la sèrie d'AMC The Walking Dead (2012–15), Mingo a Roots (2016), Z a la comèdia de situació de FX It's Always Sunny in Philadelphia (2010–19), Fred Johnson a The Expanse (2015–20), Klyden a The Orville (2017–22) i Bruno Mannheim a la sèrie de televisió dramàtica de superherois Superman & Lois (2023–24). També va posar la veu a Coach al videojoc Left 4 Dead 2 (2009).